# Centropages caribbeanensis
Centropages caribbeanensis is een eenoogkreeftjessoort uit de familie van de Centropagidae. De wetenschappelijke naam van de soort is voor het eerst geldig gepubliceerd in 1970 door Park.